# Optical time-domain reflectometer

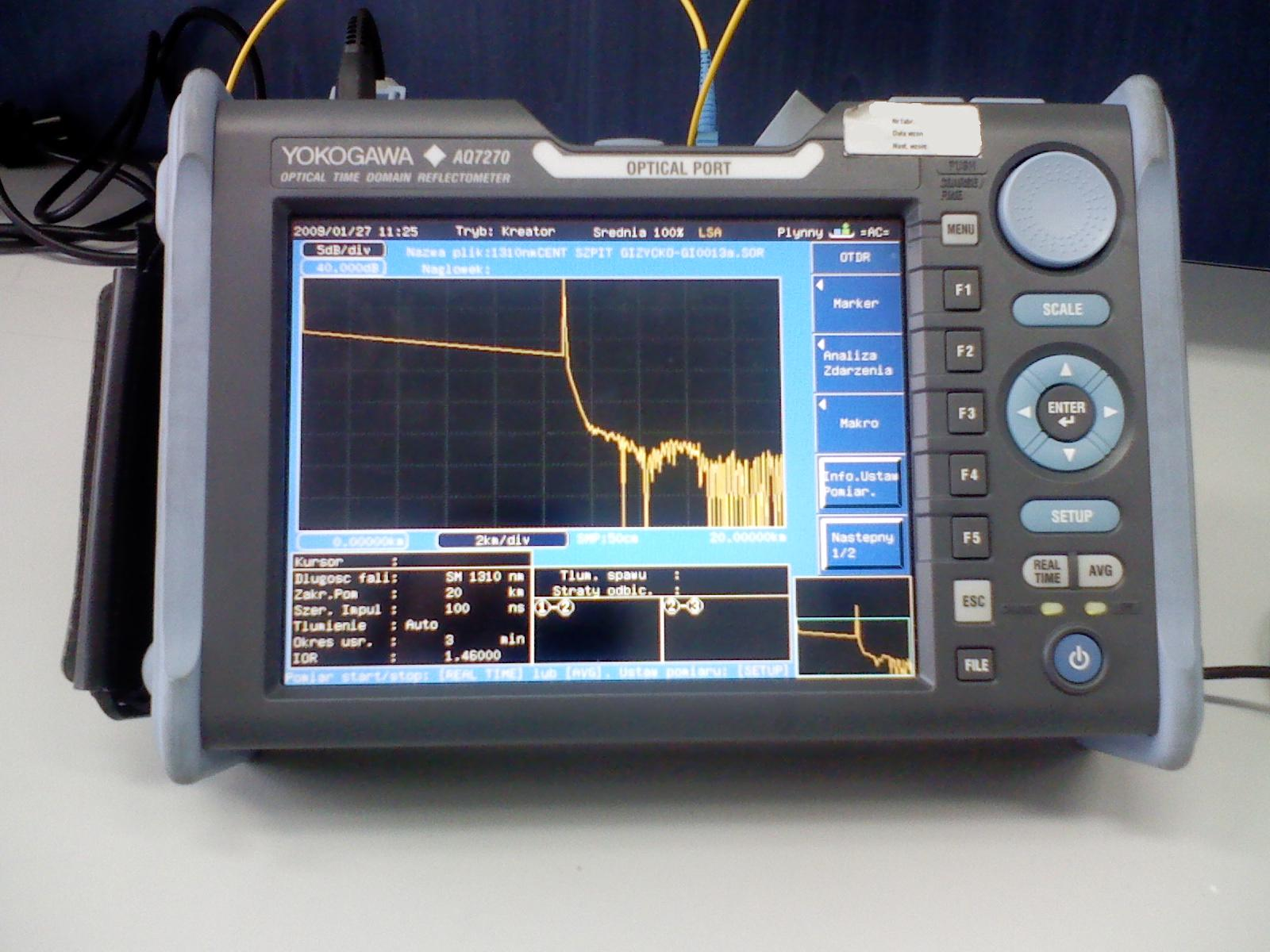
OTDR měřící přístroj - Yokogawa AQ7270

Optical Time Domain Reflectometry (OTDR) je metoda pro měření a analýzu optických tras. Je založena na Rayleighově rozptylu, při kterém se část vyslaného světelného impulzu při průchodu optickým vláknem odráží zpět k vysílači. Zde je tento odražený paprsek vyhodnocen (jeho amplituda odpovídá vzdálenosti resp. času, odkud se odrazil) a obvykle je vykreslen graf závislosti útlumu na vzdálenosti. Poruchy optického vlákna, například jeho nalomení, se projeví na výsledném grafu a na základě znalosti šíření signálu vláknem je tak možné určit například polohu této poruchy.
Přístroj je rovněž možné využít pro měření měrného útlumu vlákna.

## Parametry OTDR
Mezi hlavní parametry, ve kterých se jednotlivé měřicí přístroje liší, se řadí jeho rozlišení, rozsah délek vlákna, na kterém je schopen provádět měření (ten je omezen i spodní hranicí, neboť během vysílání testovacího impulzu nelze zpravidla přijímat) a další.